# Лилиенталь, Михаэль
Михаэль Лилиенталь (нем. Michael Lilienthal; 8 сентября 1686, Либштадт — 23 января 1750, Кёнигсберг) — немецкий лютеранский теолог, историк, библиограф и нумизмат.

## Биография
Лилиенталь начал учёбу в Кёнигсбергском университете, где он изучал философию, языки и историю. После учёбы в Кёнигсберге Лилиенталь совершил учебную поездку (гран-тур), в ходе которой он продолжил обучение в университетах Виттенберга, Лейпцига и Йены и получил степень магистра философии. После этого он продолжал обучение в Ростоке, побывал в Гамбурге, Киле, Любеке, в Голландии, после чего, в 1711 году, он вернулся в Кёнигсберг. В Кёнигсберге Лилиенталь безрезультатно пытался занять место профессора Кёнигсбергской академии.
В 1715 году Лилиенталь стал дьяконом Кёнигсбергского кафедрального собора, в 1719 году — дьяконом Альтштадтской кирхи, а в 1727 году — куратором Кёнигсбергском городской библиотеки.
Лилиенталь был почётным членом Санкт-Петербургской академии наук (избран 26.10.1733 года) и членом Прусской академии наук. Помимо трудов по теологии, Лилиенталь был автором многочисленных работ по истории Кёнигсберга и Пруссии, в том числе — исторического описания Кёнигсбергского собора. Лилиенталь собрал обширную личную библиотеку, которая послужила основой для нескольких составленных и изданных им библиографий по теологии и церковной истории. Также Лилиенталь собрал обширную нумизматическую коллекцию. Он был одним из первых, кто начал изучать нумизматику с научной (исторической) точки зрения. В 1725 году он издал описание своей коллекции талеров (800 мнет). В 1747 году Лилиенталь выпустил наиболее объёмное (количество описаных монет увеличилось до 2384), четвёртое издание описание своей коллекции этих монет. Оно стало основной для дальнейшего изучения истории этой монеты. Кроме того Лилиенталь публиковал работы по истории прусских и польских монет и медалей.
Сын Михаэля Лилиенталя, Теодор Христофор (1717—1782), стал впоследствии теологом, профессором и ректором Кёнигсбергского университета.

## Труды
Этот список неполон. Вы можете помочь проекту, дополнив его
1. De historia literaria, Leipzig 1710
2. Historische Beschreibung des Doms der Stadt Kneiphof-Königsberg. 1716 (Историческое описание Кёнигсбергского собора)
3. Erläutertes Preußen. 4. Bd. 1724—1727
4. Acta borussica ecclesiastica, civila, literaria…, 3. Bd. 1730-32
5. Vollständiges Thaler-cabinet, das ist: Historisch-critische Beschreibung derjenigen zweylöthigen Silber-münzen, welche unter dem Namen der reichs-thaler bekannt sind, und seit drittehalbhundert Jahren her von Kaysern, Königen, Churfürsten, Päbsten, Bischöffen, herzogen, Fürsten, Grafen …, 1735
6. Entwurff eines Collegii Historici über die Antiquitäten und andere Merkwürdigkeiten des Königreichs Preussen. Königsberg 1714
7. Theologische Bibliothec: Das ist: richtiges Verzeichnisz, zulängliche Beschreibung, und bescheidene Beurtheilung der dahin gehörigen vornehmsten Schriften welche in Michael Lilienthals… Bücher-vorrath befindlich sind. 1741
8. Biblischer Archivarius der Heiligen Schrift neuen Testaments: Welcher, nach vorhergegangenen guten Wahl und sorgfältigen Prüfung, vermittelst eines nahmen-registers, die besten Autores… Anzeiget: die über ein Iedes Buch, Capitel und Vers des neuen Testaments geschrieben… 1745
9. Wahrscheinliche Vorstellung der Geschichte unsrer ersten Eltern im Stande der Unschuld …, Königsberg u. Leipzig 1722